# U-541
| U-541                                             | U-541                                                                      | U-541                                                                      |
| ------------------------------------------------- | -------------------------------------------------------------------------- | -------------------------------------------------------------------------- |
|                                                   |                                                                            |                                                                            |
|                                                   |                                                                            |                                                                            |
| HMS Malcolm супроводжує U-541 під час капітуляції |                                                                            |                                                                            |
| Під прапором                                      | Третій рейх                                                                | Третій рейх                                                                |
| Спуск на воду                                     | 5 січня 1943 року                                                          | 5 січня 1943 року                                                          |
| Сучасний статус                                   | затоплений                                                                 | затоплений                                                                 |
| Проєкт                                            |                                                                            |                                                                            |
| Тип ПЧ                                            | Дизельний підводний човен                                                  | Дизельний підводний човен                                                  |
| Основні характеристики                            |                                                                            |                                                                            |
| Швидкість (надводна)                              | 19 вузлів                                                                  | 19 вузлів                                                                  |
| Швидкість (підводна)                              | 7,3 вузла                                                                  | 7,3 вузла                                                                  |
| Гранична глибина занурення                        | 230 м                                                                      | 230 м                                                                      |
| Екіпаж                                            | 48 особи                                                                   | 48 особи                                                                   |
| Розміри                                           |                                                                            |                                                                            |
| Довжина найбільша (по КВЛ)                        | 76,8 м                                                                     | 76,8 м                                                                     |
| Ширина корпусу найб.                              | 6,9 м                                                                      | 6,9 м                                                                      |
| Висота                                            | 9,6м                                                                       | 9,6м                                                                       |
| Середня осадка (по КВЛ)                           | 4,7 м                                                                      | 4,7 м                                                                      |
| Водотоннажність надводна                          | 1144 т                                                                     | 1144 т                                                                     |
| Озброєння                                         |                                                                            |                                                                            |
| Артилерія                                         | 1 × 88-мм палубна гармата SK C/32                                          | 1 × 88-мм палубна гармата SK C/32                                          |
| Торпедно- мінне озброєння                         | 4 носових і два кормових ТА. 22 торпеди або 44 міни TMA чи 66 TMB          | 4 носових і два кормових ТА. 22 торпеди або 44 міни TMA чи 66 TMB          |
| ППО                                               | 1 × 37-мм зенітна гармата SKC/30 2 (1 × 2) × 20-мм зенітні гармати FlaK 30 | 1 × 37-мм зенітна гармата SKC/30 2 (1 × 2) × 20-мм зенітні гармати FlaK 30 |

U-541 — німецький підводний човен типу IXC/40, часів Другої світової війни.
Замовлення на будівництво човна було віддане 5 червня 1941 року. Човен був закладений на верфі «Deutsche Werft» у Гамбурзі 5 травня 1942 року під заводським номером 362, спущений на воду 5 січня 1943 року, 24 березня 1943 року увійшов до складу 4-ї флотилії. За час служби також входив до складу 10-ї та 33-ї флотилій. Єдиним командиром човна був оберлейтенант-цур-зее Курт Петерсен.
За час служби човен зробив 4 бойових походи, у яких потопив одне судно.
Капітулював 12 травня 1945 року в Гібралтар. Пізніше переведений до Лізагаллі. Потоплений 5 січня 1946 року північніше Ірландії (55°38′ пн. ш. 07°35′ зх. д. / 55.633° пн. ш. 7.583° зх. д.) в межах операції «Дедлайт».

## Потоплені та пошкоджені кораблі[3]
| Назва      | Тип                 | Належність      | Дата           | Тоннаж (БРТ) | Вантаж                       | Статус     | Місце                                                       |
| Livingston | суховантаж не судно | Велика Британія | 3 вересня 1944 | 2 140        | 2 867 т генеральних вантажів | потоплений | 46°15′ пн. ш. 58°05′ зх. д. / 46.250° пн. ш. 58.083° зх. д. |